# Varsity match
Les varsity matches (en français : matchs universitaires) sont, au Royaume-Uni, les rencontres sportives inter-universitaires. Bien qu'elles rentrent particulièrement dans le cadre de la rivalité (en) entre l'université de Cambridge et l'université d'Oxford, les confrontations concernent 
également les autres universités britanniques.

## Angleterre
La plus longue rivalité universitaire en Angleterre est disputée entre l'Université de Cambridge et l'Université d'Oxford. Elle remonte au premier match de cricket de 1827 entre les deux universités et à la première course d'aviron de 1829. Le premier varsity match de rugby à XV remonte à 1872. Fait inhabituel pour les événements sportifs universitaires britanniques, ces deux derniers événements sont diffusés à la télévision. Contrairement à de nombreuses compétitions universitaires plus récentes, les matches Oxford – Cambridge sont indépendants et de toute une compétition multisport nationale.
Le journal britannique The Independent a affirmé en 2008 que Bath et Loughborough était "le vrai Varsity match", estimant qu'il s'agissait des deux meilleures équipes (à cette époque) des compétitions organisées par la British Universities Sports Association (BUSA). Depuis 2015, le British Universities and Colleges Sport (BUCS), successeurs du BUSA, ont organisé des rencontres entre Loughborough et Durham (les deux meilleures universités depuis 2011/12) le même jour, dans le cadre du "BUCS Varsity ".
Un certain nombre de rivalités sportives entre les villes et les régions existent entre les universités, qui sont également qualifiées de varsity matches. Le Roses Tournament (en français : le tournoi de roses) entre les universités de York et de Lancaster est une des plus importantes rencontres multisport, remontant à 1965. Il est souvent qualifié de plus grand tournoi sportif interuniversitaire en Europe.
Rivalités
- Anglia Ruskin University — University of East London
  - Challenge Cup[1]
- Bath Spa University — University of Winchester
  - Varsity[2]
- Bradford University — King's College London
  - The Tolstoy Cup
- Camborne School of Mines — Royal School of Mines
  - The Bottle Match
- Université de Cambridge — Université d'Oxford :
  - The University Cricket Match
  - University Golf Match
  - University Hockey Match
  - Ice Hockey Varsity Match
  - The Varsity Polo Match
  - The Boat Race - Aviron
  - The Varsity Match - Rugby à XV
  - Rugby League Varsity Match
  - Varsity Trip - Ski

The Varsity Yacht Race
- Université de Durham — Université de Loughborough
  - BUCS Varsity[3],[4]
  - Intramural Varsity (Durham colleges vs Loughborough intramural sports)[5]
- Université de Durham — Université de York
  - College Varsity – between Durham colleges and York Colleges, started 2014 as a replacement for the White Rose Varsity[6],[7]
  - James – Collingwood tournament annually between James College, York and Collingwood College, Durham since 2009[8],[9].
  - Josephine Butler – Langwith varsity : Tournoi annuel aller-retour (York en automne, Durham en été) entre Josephine Butler College, Durham et Langwith College, York[10]
- Université de Lancaster — Université de York
  - The Roses Tournament
- Université de Leeds — Université de Liverpool — Université de Manchester
  - The Christie Cup
- Leeds Beckett University — Manchester Metropolitan University
  - Battle of the North[11]
- Université de Sunderland — York St John University
  - Varsity[12]
- Université de Kingston - Université de Surrey
  - Sports Tour and Varsity[13],[14]

## Écosse
- Université d'Aberdeen — Robert Gordon University
  - Granite City Challenge
  - Aberdeen Universities Boat Race - Rowing[15]
- University of Abertay Dundee — University of Dundee
  - The Tay Games Varsity Challenge[16]
- Heriot-Watt University — Université d'Édimbourg
  - Varsity Quaich - Men’s Football, Men’s and Women’s Hockey, Men’s Rugby and Rowing[17]
- Université d'Édimbourg — Université de St Andrews
  - The Scottish Varsity - Rugby à XV[18]
- Université d'Édimbourg — Université de Glasgow
  - The Scottish Boat Race - Aviron
- Université de l'Écosse de l'Ouest — Université Napier d'Édimbourg
  - East vs West Varsity
- Université de l'Écosse de l'Ouest — Scottish Rural College — Ayrshire College
  - West Coast Varsity

## Irlande
- University College Dublin — Trinity College Dublin
  - Colours Boat Races[19]
  - The Colours Match - Rugby Union

## Pays de Galles
- Université de Cardiff — Université de Swansea
  - Welsh Varsity - Rugby
  - Varsity Shield
    - The Welsh Boat Race - Rowing
- Université d'Aberystwyth — Université de Bangor
  - Aberystwyth-Bangor Varsity